# Uroplatus henkeli
Uroplatus henkeli är en ödleart som beskrevs av  Böhme och IBISCH 1990. Uroplatus henkeli ingår i släktet Uroplatus och familjen geckoödlor. Inga underarter finns listade i Catalogue of Life.
Denna geckoödla förekommer med tre från varandra skilda populationer i västra Madagaskar. Den vistas i ursprungliga regnskogar och lövfällande skogar. Arten klättrar på träd och andra växter ofta med huvudet nedåt. Den hittas ofta i skogar med en undervegetation av bambu.
Beståndet hotas av skogsröjningar. Flera exemplar fångas och säljs som terarriedjur. IUCN kategoriserar arten globalt som sårbar.

## Bildgalleri

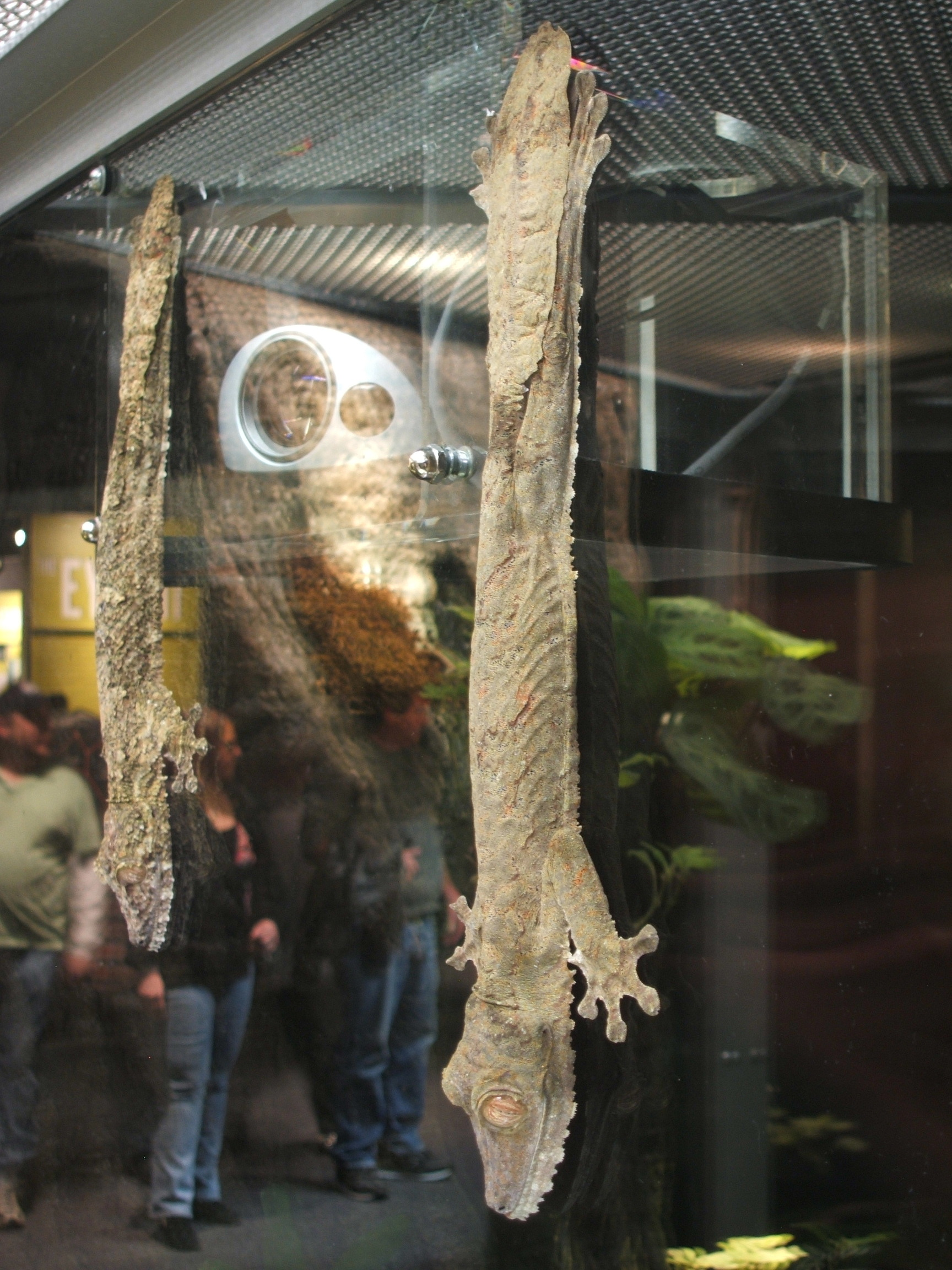
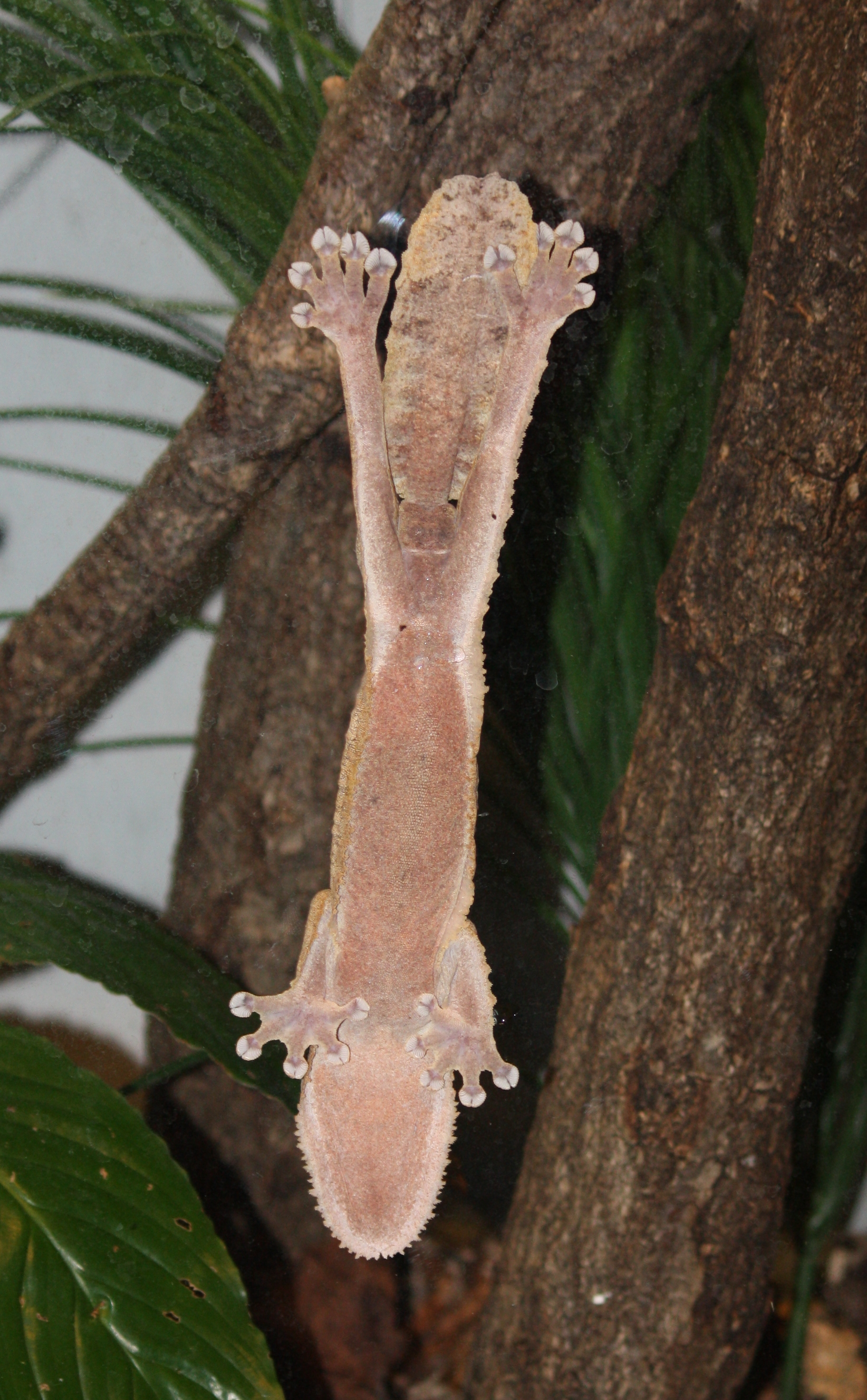
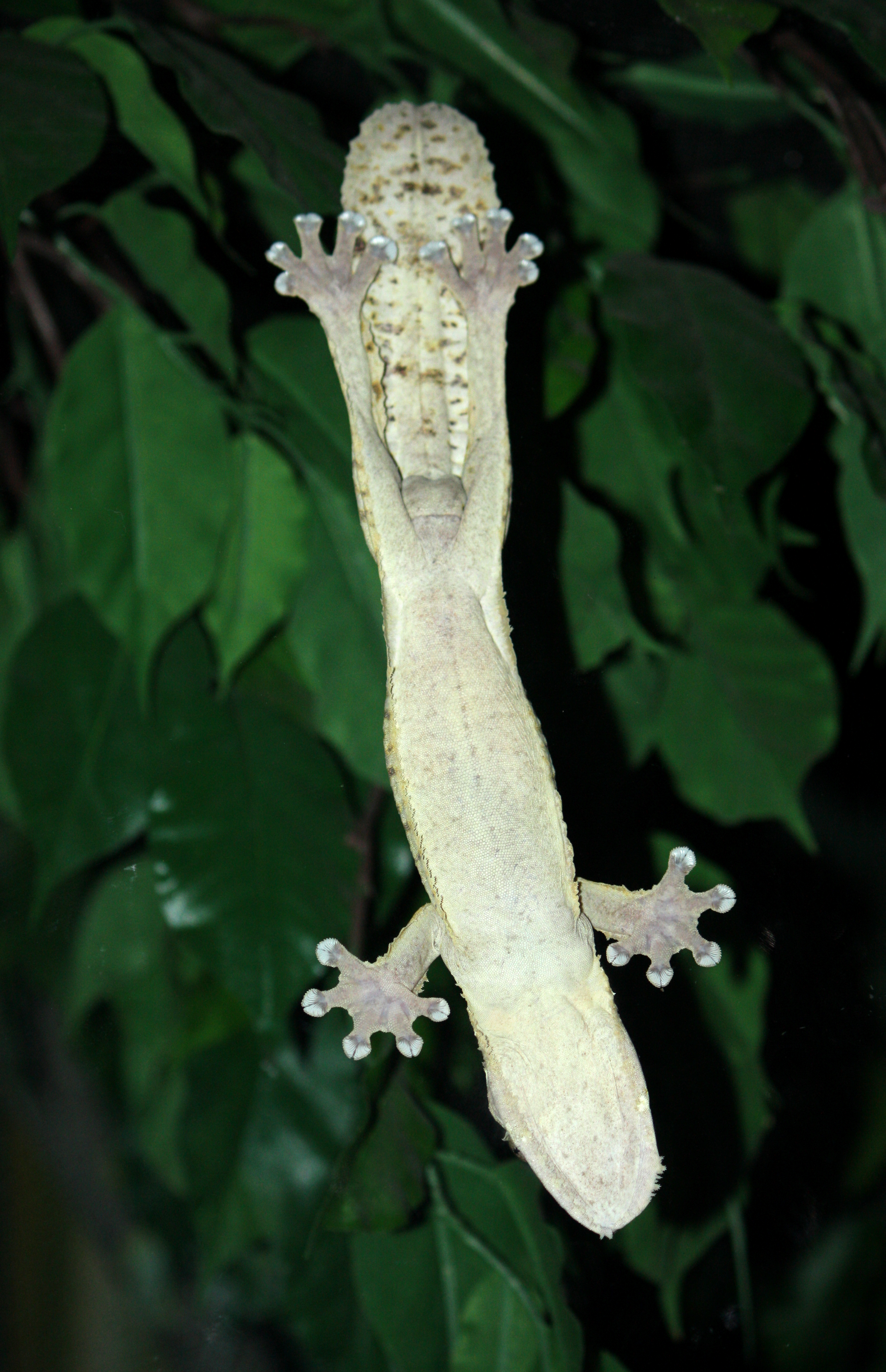
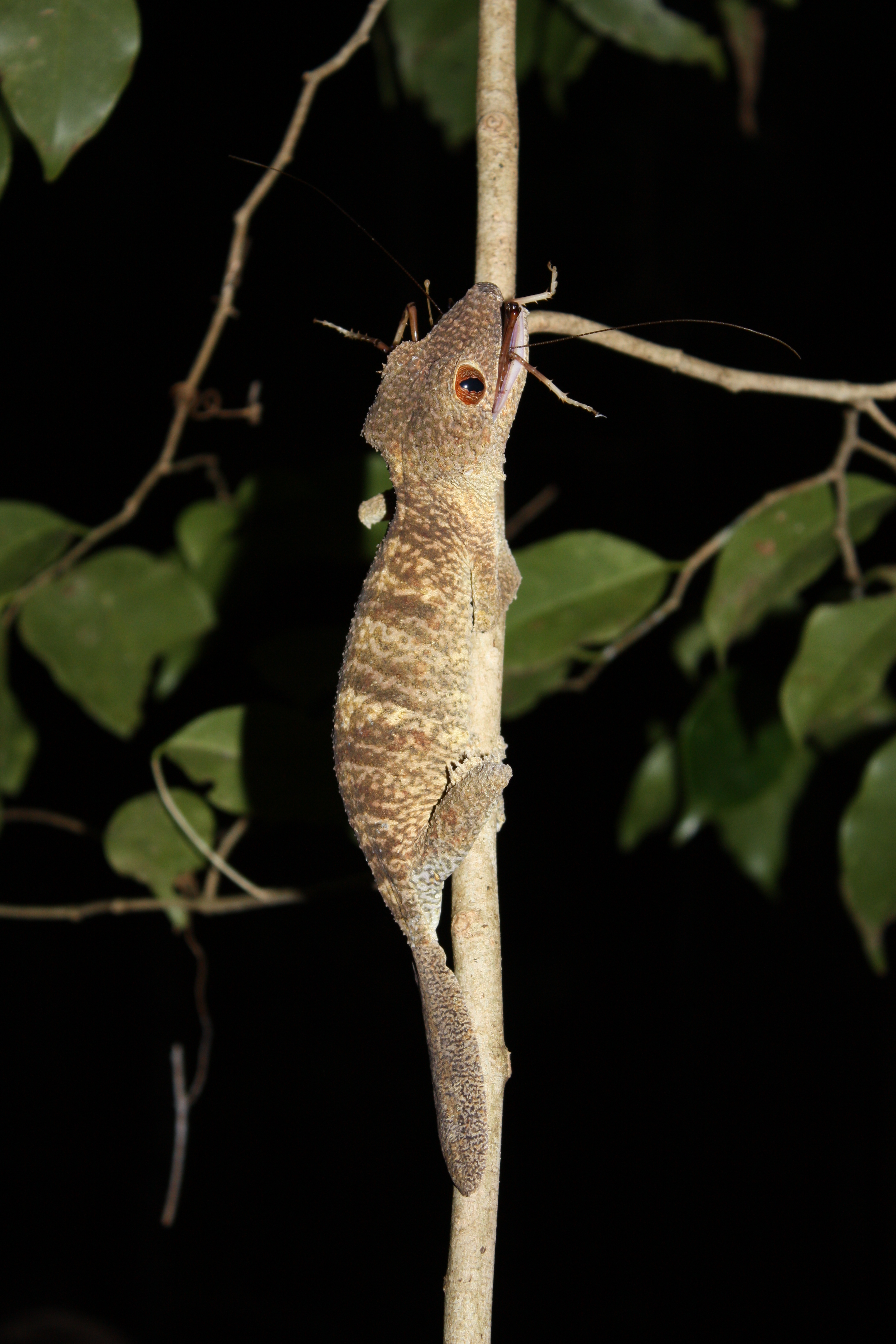